# Happy Ever After (serie televisiva 1969)
Happy Ever After è una serie televisiva britannica trasmessa dal 1969 al 1970.

## Episodi

### Prima serie (1969-1970)
1. Feeling the Pinch (18 novembre 1969)
2. Terry's Church Sermon (25 novembre 1969)
3. The Loophole (3 dicembre 1969)
4. The Party Piece (9 dicembre 1969)
5. The Prank (16 dicembre 1969)
6. Fowler's Day (23 dicembre 1969)
7. The Woman at the Door (30 dicembre 1969)
8. What's the Matter Can't You Sleep? (6 gennaio 1970)

### Seconda serie (1970)
1. Come Back Stranger (7 novembre 1970)
2. The Ambassador (14 novembre 1970)
3. The Marriage Vow (21 novembre 1970)
4. With the Cherry Blossom, the Dawn (28 novembre 1970)
5. Family Weekend (5 dicembre 1970)
6. Dont Walk Away (12 dicembre 1970)